# Венера, що спить
«Венера, що спить» (італ. Venere dormiente) — картина венеційського художника Джорджоне, написана ним незадовго до смерті.
Джорджоне не закінчив картину. Він встиг написати саму Венеру і, можливо, скелю за нею, перш ніж помер від чуми у 1510 році. Картину закінчив уже Тіціан, який написав краєвид, небо, одяг, на якому лежить Венера, і помістив Купідона біля її ніг. Також у деяких місцях полотна можна виділити пензель ще одного невідомого майстра.
Купідон, написаний Тіціаном, не дійшов до наших днів. Його присутність можна визначити тільки за допомогою інфрачервоної зйомки. Саме це дозволяє ідентифікувати сплячу жінку як Венеру, проте не можна з усією точністю стверджувати, що саме таким був первинний задум Джорджоне. Інфрачервоне дослідження показало, що у Купідона в руках були стріла і птах, що додавали картині явний еротичний символізм.
Мотив Венери, що спить в саду, де вічна весна, присутній ще в римських весільних поемах. Богиня кохання зазвичай спала в оточенні путті, а Купідон будив її. Після цього Венера вирушала на весільне торжество до пари, якій була присвячена поема. Схожий сюжет зустрічається і в латинській поезії XVI століття. Якщо картина Джорджоне була візуальним втіленням саме цього мотиву, тоді, можливо, замовником роботи був Джероламо Марчелло (Gerolamo Marcello), що одружився з Морозіною Пізані (Morosina Pisani) в 1507 році.
Джорджоне у виборі пози Венери, можливо, керувався однією з гравюр Гіпнеротомахії Поліфіла, виданої у 1499 році. Цю ж позу використав Тіціан у «Венері Урбінській» і Мане — в «Олімпії».